# Station Loubaresse
Station Loubaresse is een spoorwegstation te Loubaresse in de Franse gemeente Val-d'Arcomie.